# Jovan Ružić
Jovan Ružić, in serbo Јован Ружић? (Belgrado, 12 dicembre 1898 – Belgrado, 25 settembre 1973), è stato un calciatore jugoslavo, di ruolo attaccante.